# Stephan Waser
Stephan Waser, född 10 mars 1920, död 19 juni 1992, var en schweizisk bobåkare.
Waser blev olympisk bronsmedaljör i fyrmansbob vid vinterspelen 1952 i Oslo.